# Joseph Conrad
Joseph Conrad (Berdytsjiv, 3 december 1857 – Bishopsbourne, 3 augustus 1924) was een Pools-Engelse roman- en prozaschrijver. Hij werd geboren als Józef Teodor Konrad Korzeniowski in Berdytsjiv, Russisch Keizerrijk - tegenwoordig Oekraïne. Zijn romans gaan veelal over het gevaarlijke leven op zee en over exotische plaatsen. Conrad geldt als één der grootste romanschrijvers uit de Engelstalige literatuur.  

## Levensloop
Conrad werd in 1857 geboren in het toen Russische Berdytsjiv (tegenwoordig in Oekraïne) en groeide op in een verarmde, Poolse, adellijke en patriottistische familie. Zijn vader, Apollo Korzeniowski, schreef politiek getinte toneelstukken en vertaalde werken van auteurs als Charles Dickens, Victor Hugo en Shakespeare vanuit het Engels en Frans.

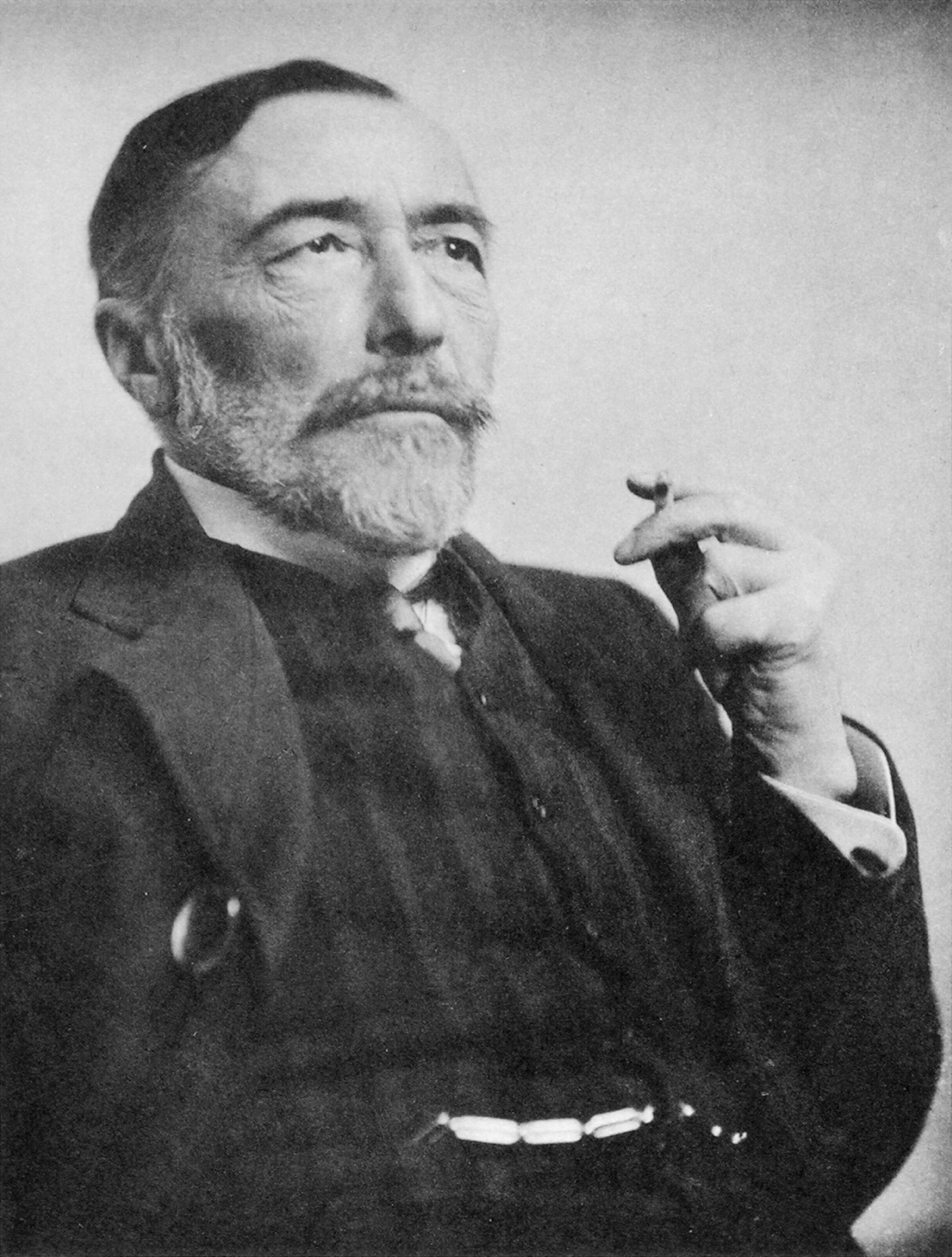
Conrad, 1916, door Alvin Langdon Coburn

In 1861 werd Josephs vader verbannen naar Vologda en de kleine Joseph en zijn moeder gingen mee. Vanwege de slechte gezondheid van moeder en het extreme klimaat in Vologda kreeg het gezin in 1865 toestemming om naar Tsjernihiv te verhuizen, waar moeder Ewelina Korzeniowska enkele weken later alsnog overleed aan de gevolgen van tuberculose. Vier jaar later overleed ook vader Korzeniowski, zodat Joseph op elfjarige leeftijd als wees achterbleef. Zijn oom Tadeusz Bobrowski nam de opvoeding voor zijn rekening, totdat de jonge Conrad op zestienjarige leeftijd verhuisde naar Marseille, waar hij aanmonsterde op een schip en zeeman werd.
Conrad beleefde een aantal avontuurlijke reizen, die hem later zouden inspireren tot verhalen als The Arrow of Gold en Nostromo. In 1878 monsterde Conrad voor het eerst aan op een Brits schip voor een reis naar Constantinopel en daarna terug naar het Engelse Lowestoft. Hij liet Frankrijk achter zich, na een mislukte zelfmoordpoging in Marseille.
Conrad maakte vele reizen naar alle uithoeken van de wereld. Zijn jongensdroom om naar Afrika te reizen kwam uit. Met de steun van zijn invloedrijke 'tante' Marguerite Poradowska werd hij door S.A.B.-voorzitter Albert Thys aangenomen als vervanger van de vermoorde scheepskapitein Freiesleben. Op de Roi des Belges en de Florida voer hij ver landinwaarts op de Kongo, door de toenmalige Kongo-Vrijstaat. Indrukken en ervaringen van deze reis zijn terug te vinden in zijn latere werk (An Outpost of Progress en vooral Heart of Darkness). Geschokt hoe de koloniale mogendheden zich gedroegen tegenover de lokale bevolking, besloot Conrad na één reis ontslag te nemen.
Amper een maand na zijn eerste aankomst in Engeland monsterde Conrad aan voor diverse reizen op Britse koopvaardijschepen. Hij maakte zich de Engelse taal eigen via contacten met de andere opvarenden aan boord van de schepen. Ook verdiepte hij zich verder in de scheepvaart, waardoor hij in 1886 zijn papieren kreeg voor gezagvoerder koopvaardij en daarnaast verwierf hij ook de Britse nationaliteit. Op 37-jarige leeftijd, in 1895, vestigde hij zich blijvend in Londen.
In maart 1896 trouwde Conrad met de Engelse Jessie George. Het paar kreeg twee zonen, John en Borys. Eveneens in 1896 werkte Conrad enige tijd in Bretagne op Enez-Veur, een schiereiland ten noorden van Lannion. Op het eiland is een straat naar hem vernoemd: Rue Joseph Conrad.

## Auteur
Conrad publiceerde zijn eerste roman waaraan hij vijf jaar had gewerkt, Allmayer's Folly, in 1895, maar hiermee had hij weinig succes. De meeste bekendheid heeft hij verworven met de novelle Heart of Darkness (1899, in 1902 als boek uitgegeven), waarin hij zijn eigen ervaringen als kapitein in Kongo-Vrijstaat heeft verwerkt.  In Heart of Darkness wordt de tocht over de rivier met een stoomschip uitvoerig beschreven en dient de reis naar het binnenland ook als metafoor voor een reis naar het innerlijke van de menselijke geest.
Hoewel Conrad pas op latere leeftijd de Engelse taal leerde en het eigenlijk zijn derde moedertaal was, na Pools en Frans, wordt hij door literatuurcritici geroemd om zijn taalgebruik. Hij schreef in de hoogtijdagen van het Brits Imperium en trok zijn voordeel uit zijn ervaringen bij de Franse en later de Britse Koopvaardij. Hij schreef verhalen en romans die zich veelal op zee of aan de kust afspeelden en die de beproevingen van de menselijke geest weergaven, opgelegd door de eisen van plicht en eer. Thema's als beschaving, moraliteit en ook eenzaamheid komen verschillende malen terug en Conrad gebruikt eigen ervaringen, ook zijn jeugd als banneling, als bron. Bekende werken van hem zijn het verfilmde Lord Jim en het reeds genoemde Heart of Darkness.
Conrad was een meesterlijk proza-stylist, die een duidelijk niet-Engels dramatisch gevoel bracht in de Engelse literatuur. Hoewel sommige van zijn werken naar het romantische neigen, wordt hij gezien als een voorloper van de modernistische literatuur. Zijn verhalende stijl en de anti-heroïsche personages beïnvloedden veel auteurs na hem. Conrads literaire werk oefende een diepgaande invloed uit op de modernistische beweging en op een lange lijst van schrijvers, waaronder T.S. Eliot, Graham Greene, Virginia Woolf, Thomas Mann, André Gide, Ernest Hemingway, F. Scott Fitzgerald en William Faulkner.
Een aantal films is gebaseerd op Conrads boeken: Victory, Lord Jim, The Secret Agent, An Outcast of the Islands, L'avventuriero, The Shadow Line, The Duel, Heart of Darkness, Apocalypse Now, Nostromo en Almayer's Folly.

## Romans en novellen
- Almayer's Folly (1895)
- An Outcast of the Islands (1896)

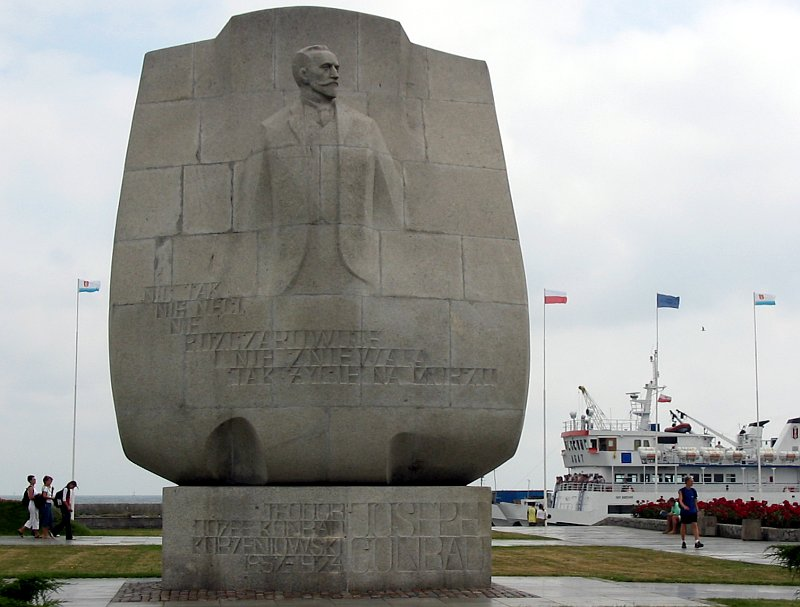
Monument van Conrad in Gdynia

- The Nigger of the Narcissus (1897)
- Heart of Darkness (1899)
- Lord Jim (1900; herdruk 2009 Nederlandse vertaling onder titel Toean [=Lord] Jim door S. Westerdijk bij Uitg. Mij. The Reader's Digest B.V. Amsterdam-Brussel, samen met Typhoon, deel 111 in de serie 's Werelds Meest Geliefde Boeken)
- The Inheritors (1901), samen met Ford Madox Ford
- Typhoon and Other Stories (1903; eerdere vertaling verschenen bij Uitgeverij IJzer; 2009 herdruk Ned. vertaling van Typhoon van W. Leclercq bij Uitg. Mij. The Reader's Digest B.V. Amsterdam-Brussel, herdruk samen met Lord Jim onder titel Toean Jim)
- Romance (1903), samen met Ford Madox Ford
- Nostromo (1904; Ned. vertaling verschenen bij Uitgeverij IJzer)
- The Mirror of the Sea (1906: Ned. vertaling onder de titel De zee, een spiegel. Herinneringen en impressies, Amsterdam, Van Oorschot, 2017)
- The Secret Agent (1907)
- Under Western Eyes (1911)
- A Personal Record (1912)
- Chance (1913)
- Victory (1915)
- The Shadow Line (1917)
- The Arrow of Gold (1919)
- The Rescue (1920)
- The Nature of a Crime (1923), samen met Ford Madox Ford
- The Rover (1923)

## Verhalenbundels
- Tales of Unrest (1898)
- Youth, a Narrative and Two Other Stories (1902)
- A Set of Six (1908)
- 'Twixt Land and Sea (1912)
- Tales of Hearsay (1925)

## Historische relevantie
Conrad behoorde tot de vroege getuigen die de leopoldiaanse mythe doorprikten, waarbij de vorst werd voorgesteld als een politiek en diplomatiek genie en als een onbaatzuchtige filantroop, die in Congo de Arabische slavenhandel wilde verdrijven en slechts de morele en materiële vooruitgang van Centraal-Afrika voor ogen had. Ook tijdgenoten als George Washington Williams, Arthur Conan Doyle, Mark Twain, Roger Casement en Edmund Dene Morel traden hem bij, later gevolgd door historici als Jules Marchal, Daniël Vangroenweghe, Jean Stengers, Jean-Luc Vellut, Jan Vansina, Adam Hochschild en Bambi Ceuppens.